# گلوله انسانی
گلوله انسانی (به ژاپنی: 肉弾, Nikudan) یک فیلم ژاپنی در سال ۱۹۶۸ دربارهٔ یک سرباز ژاپنی در طول جنگ جهانی دوم است که به مأموریت کامی‌کازه علیه یک نبردناو ایالات متحده منصوب می‌شود. این فیلم طنزی جنبش ضد جنگ به نویسندگی و کارگردانی کیهاچی اوکاموتو است.